# Новый Дор
Новый Дор — деревня в Грязовецком районе Вологодской области.
Входит в состав Комьянского муниципального образования, с точки зрения административно-территориального деления — в Комьянский сельсовет.
Расстояние по автодороге до районного центра Грязовца — 28,9 км, до центра муниципального образования Хорошево — 6,8 км. Ближайшие населённые пункты — Орлово, Старый Дор, Вознесенье.
По переписи 2002 года население — 6 человек.